# Inkai-Uranmine
Die Inkai-Uranmine (russisch Инкаи) ist ein Bergwerk zur Gewinnung von Uranerz im nördlichen Türkistan in der Nähe des Ortes Taikonur. Die Inkai-Uranmine ist ein Joint Venture zwischen dem kanadischen Unternehmen Cameco und dem kasachischen Unternehmen Kazatomprom. Der Uranabbau wurde 2010 begonnen. Mit 2.047 Tonnen Uran im Jahr 2013 ist Inkai das drittgrößte Uranbergwerk Kasachstans.

## Geographie
Das Bergwerk befindet sich im Norden des Gebietes Türkistan in der Nähe des Ortes Taikonur. Es liegt etwa 370 Kilometer nördlich von Schymkent und 125 Kilometer östlich von Qysylorda.

## Vorkommen
Im Gebiet Türkistan gibt es mehrere Uranlagerstätten in Sandstein in unterschiedlicher Größe. Die Inkai-Uranmine besteht aus drei Bereichen: zwei Produktionsstätten und einer Erkundungsstätte. Die Uranreserven der gesamten Mine liegen bei 134,7 Millionen Pfund Uranerz. Weiter südlich dieses Bergwerks befindet sich die Südinkai-Uranmine, die von SXR Uranium One zusammen mit Kazatomprom betrieben wird.

## Geschichte
Die Uranvorkommen der Inkai-Uranmine wurde bereits 1976 entdeckt. Das Joint Venture wurde offiziell am 21. März 1996 beim kasachischen Justizministerium registriert. Es wurde als deutsch-kanadisch-kasachisches Joint Venture zwischen der deutschen Uranerzbergbau-GmbH, einem Unternehmen der RWE AG, sowie Cameco und der National Joint Stock Company Atomic Power Engineering and Industry „KATEP“ (KATEP). Jedes der drei Unternehmen war mit einem Drittel an dem Joint Venture beteiligt. Nach der Gründung des Unternehmens Kazatomprom wurden durch ein Abkommen am 5. März 1998 die Anteile von KATEP auf Kazatomprom übertragen. Noch im selben Jahr erwarb Cameco den Anteil der Uranerzbergbau-GmbH und stockte seine Beteiligung an Inkai auf mehr als 66 Prozent auf. Im November 1998 stimmte Cameco zu, seinen Anteil auf 60 Prozent zu verringern und den Anteil von Kazatomprom auf 40 Prozent zu erhöhen.
Die Produktion mit voller Auslastung von einer Produktionskapazität von 2.000 Tonnen Uran wurde 2010 begonnen.